# TaqMan
Les sondes TaqMan sont des sondes d'hydrolyse conçues pour accroître la spécificité des techniques de PCR quantitative. La méthode a été pour la première fois décrite en 1991 par des chercheurs de l'entreprise Cetus Corporation, avant que le développement de cette technologie ne soit poursuivi par Roche Molecular Diagnostics pour des applications de diagnostics cliniques et Applied Bioscience pour des applications en recherche.
Le principe de la sonde TaqMan repose sur l'activité exonucléase 5´–3´ de la Taq polymérase qui clive une sonde marquée lors de son hybridation à la séquence complémentaire permettant l'émission d'une fluorescence. Comme pour d'autres méthodes de PCR quantitative, le signal fluorescent résultant permet une mesure quantitative de l'accumulation exponentielle du produit au cours des différents cycles de PCR. Cependant la méthode TaqMan permet une augmentation significative de la spécificité de la détection. Les sondes TaqMan ont été nommées d'après le jeu vidéo PacMan, le principe de fonctionnement de la méthode se rapprochant du principe du jeu.

## Principe

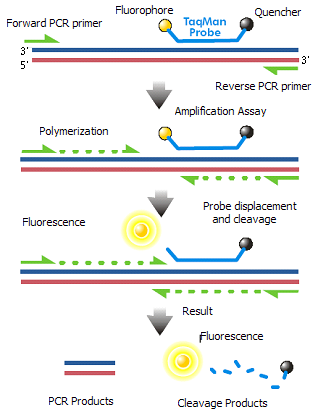
Figure 1: Mécanisme chimique d'une sonde TaqMan.

La sonde TaqMan consiste en un fluorophore attaché de manière covalente à l'extrémité 5´ d'un oligonucléotide et en un désactivateur (quencher) à l'extrémité 3´ (Figure 1). Différents fluorophores (ex : 6-carboxyfluorescéine, acronyme : FAM, tétrachlorofluorescéine, acronyme : TET) et désactivateurs (ex : tétraméthylrhodamine, acronyme : TAMRA) sont utilisables. Le désactivateur inhibe la fluorescence émise par le fluorophore lorsqu'il est excité par la source de lumière du thermocycleur. Ainsi, tant que le fluorophore et le désactivateur sont à proximité l'un de l'autre, le signal fluorescent est inhibé par le désactivateur (Figure 1).
Chaque sonde TaqMan est conçue de sorte à s'hybrider avec une région d'ADN spécifique amplifiée par une paire d'amorces spécifiques (contrairement à la figure, la sonde s'hybride à de l'ADN simple-brin). Alors que la Taq polymérase élonge l'amorce et synthétise le brin néoformé de l'extrémité 3´ vers  5´ du brin complémentaire, l'activité exonucléase 5´–3´ de cette même Taq polymérase dégrade la sonde déjà hybridée au brin matrice. La dégradation de la sonde relargue le fluorophore cassant ainsi la proximité existant avec le quencher et permettant l'expression de la fluorescence. Ainsi, la fluorescence détectée est directement proportionnelle au relargage de fluorophore et donc à la quantité d'ADN d'intérêt présent dans le produit de PCR.

## Applications
Les sondes TaqMan sont largement utilisées pour la PCR quantitative en recherche et diagnostic médical :
- Expression de gènes

- Pharmacogénomique

- Génotypage de l'antigène HLA

- Détermination de la charge virale (VIH, Hépatites)

- Identification de bactéries[5]

- Quantification d'ADN

- Génotypage de SNPs